# 何成濬
何成濬（1882年6月20日—1961年5月7日），又名季刚（亦说季哲），派名光镛，字雪竹，初字雪舟，湖北随州厉山何家畈龚家湾人。中华民国陆军一级上将。何成濬被誉为天才的说客和杂牌军的天才领袖。與劉鎮華（字雪亞），陳調元（字雪暄）并稱為“三雪”。

## 生平

### 早年
何成濬的父亲何星三，小时穷无立锥之地。后通過經商致富。何成濬排行第三，兩個兄長均考取秀才。何成濬本人也為清末秀才。1896年，何成濬14歲時報考湖北武備學堂，因年齡身體均不合格而未獲錄取。19歲時以第一名補博士弟子員，由學使蔣式棻保送經心書院肄業。因廢科舉，興學校，1903年原有之兩湖書院、經心書院合併為兩湖大學（兩湖文高等学堂）。何于是入两湖大學，從而与黄兴接为好友，並加入革命党。1904年何经张之洞选派赴日本留学,入东京振武学堂。翌年加入中国同盟会，结识孫中山。据记载，何在两湖书院与振武学堂均以第一名毕业。从振武学堂毕业后，何在名古屋軍隊中實習，接李書城轉黃興囑咐，望其於軍事上更求深造，故而於1907年實習期滿，考入陸軍士官學校第五期步兵科。1909年何回国，供职于湖北督練公所。次年受吳祿貞邀請，擬任吳屬下第二十三標標統。未獲軍政當局批准，改去北京，任陆军部军制司蒐健科科员，秘密参加推翻清政府的革命活动。何成濬在北京期间，与湖北随县同乡彭介石过从甚密。彭介石是清末拔贡，当时在直隶省咨议局当议员。直隶省咨议局议长孙洪伊(字伯兰)，原系康有为、梁启超维新派人物，政治上动摇不定。何成濬通过彭介石的关系，拉孙洪伊投向同盟会。孙洪伊在北方是一个很有影响的人，他投入同盟会后，罗致一部分人，形成一派力量，称为“小孙派”(指孙中山为大孙派)。何成濬因此在同盟会内名声大噪，颇受黄兴等之信任。

### 辛亥革命與二次革命
武昌起义爆发后，清廷派兵南下镇压革命，何成濬被任命为一等参谋，帶兩標兵（第一鎮第一標及第六鎮第二十四標）赴漢口，駐扎於黃陂祁家灣。其间何暗助起义军，用計阻止清軍過江攻擊武昌。武昌起義后，何被吳祿貞任命為參謀長。然尚未赴任，吳便以被人刺殺。故而轉赴上海，投奔黄兴，旋去南京参与筹建临时政府工作。1912年1月南京临时政府成立，出任陆军部副官长。期間在黃興送孫中山赴滬時，何成濬主持平定了南京城內贛軍的嘩變。4月临时政府北迁，任南京留守府总务厅长。其后，南京政府與北京政府發生衝突，黃興解職回湘，何也卸任回到湖北。不久，作為黃興的駐北京代表，赴北京見袁世凱。民國二年，宋教仁在上海被刺身亡。之后，何成濬拒絕了袁世凱的挽留回到上海，參加討袁。返回上海后，何往返南京上海數十次，游說了駐南京的第八師獨立。汪精衛數次與其同行。二次革命中何任江苏讨袁军总司令部总参议。討袁失敗后與1913年9月份逃亡日本。1914年6月，何成濬受黃興委托，以“驻沪军事特派员”的身份回到上海，負責聯絡上海的革命同志繼續反袁鬥爭。期间，何成濬加入欧事研究会，在黄兴去世后，何加入中华革命党。不久，陳其美也回到上海。何與陳其美其間交往甚密，共同進行討袁鬥爭。當時湖北人参加辛亥革命的国民党人，有居正、何成濬、田桐、蒋作宾、邓玉麟等住在上海，何成濬也住在法租界内。何成濬家经常住有闲人，他不仅招待食宿，有时还给点零用钱或帮助介绍工作，人称有“孟尝君之风”。他与黄兴及其夫人徐宗汉，也一直保持密切关系。在上海時，何成濬曾与蒋中正、陈其美在一起搞过证券交易所买卖，從而與蔣中正熟識。

### 護法戰爭
袁世凱死后，黎元洪任總統，邀請黃興入京。何受黃興之托，赴京查看情形，被黎元洪任命为北京政府内务次长兼警察总监。何目睹軍閥掌權，國事不可為，迅即離京。1917年孙中山在广州成立护法军政府，命何負責聯絡各省軍隊。何在湖北策反了荊沙的石星川師。其后，被孫中山委任為其代表，長駐湖南，并負責聯絡四川和湖北兩省。何在湖南以總指揮身份指揮部隊經岳州攻入湖北，迫近武昌時，眾寡不敵，為吳佩孚親率大軍所敗。何釋去兵權，潛行經武漢赴上海見孫中山。孙中山赴广州后，何与廖仲恺两人负责留沪联络各方。何留沪约半年，奉命联络了孙洪伊。之后何又被派往云南游說唐繼堯，經三月，不成乃返。陈炯明背叛革命后，何成濬依靠孙洪伊赠予五百金而得以从上海赶赴广州。孙中山下令讨伐陈炯明，何成濬奉孙中山命只身入閩，策反了延平鎮守使王永泉，協助許崇智拿下了福州。许崇智担任东路讨贼军总司令。何成濬被委任为东路讨贼军前敌总指挥。其后因何攻下了泉州及邻近数县，被许崇智任命為興化，泉州，永春等屬总指挥兼闽南善后督办，总指挥部设在泉州。參謀長潘康時，參謀石毓靈、汪世鎏、喻育之、趙壁原等。何率軍三旅掃蕩閩南，并整編民軍，历时约两年。其后孙传芳部队攻入福建，王永泉与何成濬的部队皆战败，同时孙中山因广州久攻不下，也要何将所部带回广东。于是何成濬又將所部從福建汀州經江西，历28日，於1924年帶回了廣東，改稱“鄂軍”。1924年10月何被孙中山任命为湖北招讨使兼建国军北伐总司令部参谋长兼左翼總指揮，随总司令谭延闿入江西北伐。在占領吉安后，左右兩翼都失利，因而退回廣東。何也因部隊損傷過重，需要整理而交出兵權，解甲回沪。1925年9月被蔣中正任命为东征军总部总参议，討伐陳炯明。何成濬部下蘇世安部在這次作戰中甚為得力。勝利后，何又返回上海。

### 北伐
1926年7月第一次北伐战争开始，何担任国民革命军总司令部总参议。何以總代表名義駐滬，負責聯絡各地革命者。期间何成功的游说了李振亚，任應岐。其后，何赴南京游说孙传芳，未成，转而联络了江西督军方本仁。北伐军攻克武汉后，何任鄂北绥靖主任,并担任湖北省政务委员会委员。当时，湖北省政务委员会主任委员为邓演达，委员有李汉俊、何成濬、詹大悲、张国恩、刘佐龙、蒋作宾等人。其后，何又被任命為軍事廳長，因徐謙反對，何遂退出湖北省政務委員會。1927年4月，何成濬奉蔣中正委派赴山西联络阎锡山，說服了阎锡山出兵参加北伐战争。何在經過北京時，聯絡了奉系的韓麟春，張學良，楊宇霆，于國翰等人。1927年7月28日,南京国民党中央执行委员会政治会议议决，特任陈训泳、蒋作宾、方声涛、何成濬、孙岳、方本仁为军事委员会委员。該年9月17日,由宁、沪、汉三方组成的国民党中央特别委员会推举何成濬等為军事委员会委员。1928年4月国民政府开始“二次北伐”，何擔任第一集团军参谋长兼徐州行营主任。五三惨案中，日方以熊式輝資格不夠，拒絕與其談判。何成濬因而以蔣中正的全权代表身份與日方進行交涉，因拒不接受日方屈辱条约，被日军斷絕飲食，监禁一日。何仍不接受拒絕簽字，日方最終只得將其放回。何归还后，北伐军不理日军，绕道北伐。待北平收复后，何又与日军交涉，使日方答应交还济南。其后只身一人劝说张学良东北易帜成功。同年10月国民政府改组，出任参军长。

### 北伐勝利至中原大戰
1929年，何担任北平行营主任兼任（孙中山）奉安委员会委员兼总务组主任。1929年1月1日至25日,国民党中央为削弱各地方实力派兵力,整理全国军事,召开编遣会议,会上成立了编遣委员会.該年3月11日又任命何成濬等為中央编遣区办事处委員。同年,为讨伐桂系,于4月5日建成討逆軍第九军,任命何成濬为军长。不久,何成濬任武汉行营主任,该军结束。蔣桂戰爭爆發后。何成濬從南京趕赴天津，再致電閻錫山派傅作義將其從天津護送到北平。然后一邊游說劉春榮師及魏益山師使其擁護南京中央，一邊游說唐生智擁護南京中央并利用其影響力策反桂系中的湘籍部隊。同時張學良也派于學忠調動部隊，暗中協助。最終蔣桂戰爭以桂系的失敗告終。同年，中東路事件發生，何又应张学良之邀赴瀋陽商討方略。1929年12月，唐生智在鄭州反蔣。何成濬設法收編了唐部劉春榮師及魏益山師，使得白崇禧便衣出走，唐生智也不敢按原定計劃奪取北平。同一時期，何成濬還游說了劉鎮華部易幟，并用銀元大量收編了北方部隊。大半為馮玉祥的部隊。計有吉鴻昌（原為甘肅省主席，時任馮玉祥之前敵總指揮），王修身，孫良誠，劉桂堂（劉黑七）等。幾乎北起張家口，南至徐州一路的馮系軍隊全被收買。由于這些軍隊之要洋錢（銀元），不信任票紙，嘗有人笑謂：“洋錢打垮了馮軍”。
1929年5月份，何成濬被任命為湖北省政府主席，但一直未到职，先由民政厅长方本仁，后有秘書長蕭萱代理。1930年2月，何回到武汉正式就任湖北省政府主席，并改組省政府。秘书长为彭介石，民政厅长先是方本仁，改為吴醒亚、其后為刘文島，建设厅长黃昌榖，教育厅长黄建中,财政厅长是張貫時。之后，因1931年江淮大水進入漢口市區，以及夏斗寅覬覦湖北省主席職務，聯合李書城等對何進行攻訐，何于1932年夏辭去兼任的湖北省政府主席職務，由夏斗寅接任。1930年，何成濬繼何應欽擔任武漢行營主任，并兼任中央讨逆军第三军团总指挥，率部参加中原大战，讨伐冯玉祥和阎锡山。讨逆军第三军团為蔣中正將湖北、河南的杂牌队伍收編而成，担任平汉线对冯作战任务，委任何成濬兼总指挥，受其指挥的部队有第二军蒋鼎文部，第七军杨虎城部，第九军王金钰部，第十军徐源泉部，第十三军夏斗寅部，豫西警备司令岳维峻部，襄樊警备司令范石生部。总指挥部下设办公厅和参谋、副官、军需、军法4处以及特务团，总指挥部参谋长陈光组中将。总指挥部设于汉口四民街(现胜利街)，1930年5月为迅速攻占许昌，曾将指挥部移驻至许昌市南之大石桥。1931年4月12日结束。1930年5月16日，何成濬对平汉线下总攻击令，王金钰部包围樊钟秀部于临颖，并向许昌进逼。何成濬由駐马店到漯河督师。6月4日，坚守许昌的樊钟秀被蒋军空军轰炸阵亡。迫使冯亲赴许昌视察，以安定军心。6月10日，馮軍在平漢線發起全面進攻，激戰2晝夜，蔣軍紛紛向漯河以南潰退。

### 抗戰前期

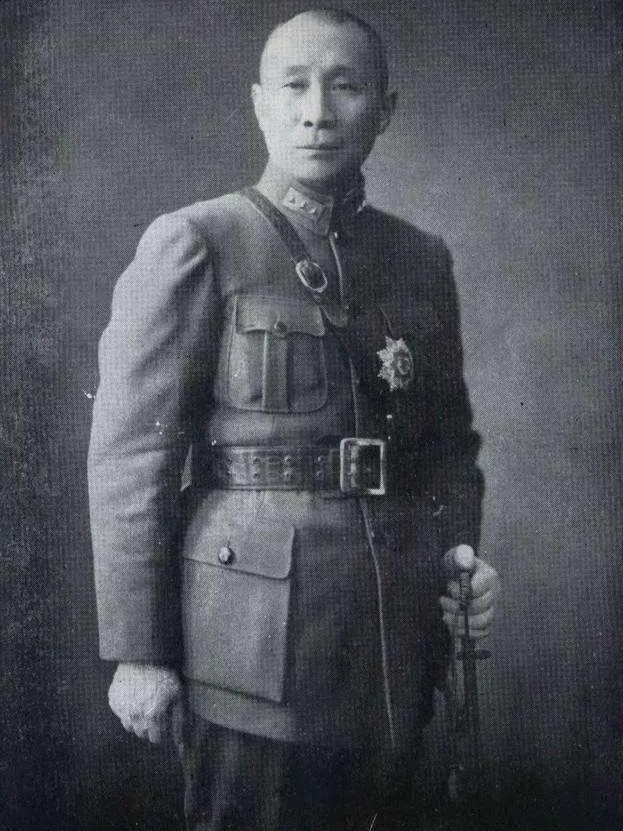
何成濬戎装照

1931年11月，武漢行營改為駐鄂（武漢）綏靖公署，何成濬繼任主任，负责指挥对鄂豫皖革命根据地的围剿。何部下徐源泉部剿洪湖，蕭之楚部剿大別山，均成功。1932年7月1日，蔣召見湖北黨委和清鄉促進委員會後，對湖北政治深感失望，對駐鄂綏靖公署主任何成濬和湖北省政府主席夏斗寅深惡痛絕。:3591935年12月1日，駐鄂（武漢）綏靖公署撤销。1935年4月，国民政府第一次授衔时，被授为陆军二级上将（特级上将一人，蔣中正，一级上将为冯玉祥，白崇禧，李宗仁，阎锡山，张学良，朱培德、唐生智、陈济棠。1936年7月13日，国民党举行第五届中央执行委员会第二次全体会议。通過了《國防會議條例》。何成濬作為中央特别指定之军政长官被委任為國防會議議員。1935年3月1日，由豫鄂皖3省“剿匪”总司令部改编而成武昌行營，張學良為主任。1936年12月，张学良因主持西北“剿总”事辞主任职，何成濬于12月1日接任主任,陈诚任副主任.武昌行营于1938年6月结束。1937年11月，何再次担任湖北省政府主席。省政府秘书长为杨揆一，民政厅长严重(立三)，财政厅长贾士毅，建设厅长石瑛，教育厅长周天放。到1938年6月，移交陈诚接任。

### 抗戰期間
西安事变期间，何成濬回电張學良：“以委座之德威，竟被劫持。弟何人斯能无顾虑？”而婉拒张学良的赴西安谈判的邀请，故而当蔣中正返回后受到排挤。社会上更有人借何成濬的电文，给他起了一个外号叫“何人斯”。八一三戰役爆發時，何正在南京。其后，何被任命為第四預備軍總司令。武漢撤退時，何成濬與蔣中正和徐永昌最后撤離漢口。徐與何走湖南，適逢長沙大火，徐與何轉往廣西，自桂林搭乘機飛重慶。审判韩复渠时，何担任副审判长（审判长为鹿钟麟，副审判长为何成濬与何应钦）。1939年1月何被委任為军事委员会军法执行总监。抗战期间，何成濬先后当选为国民党第三、四、五、六届中央执行委员。1942年8月21日，何成濬在日記中指出：「自抗戰以來，各高級長官所極力宣傳之台兒莊勝利、湘北幾次大捷等等，無一不誇張，中央明知之，然不便予以揭穿，只好因時乘勢，推波助瀾，藉以振勵士氣，安慰人民，用心亦大苦矣。各國對外作戰情形，大略皆類此，不過中國之高級長官技術特為巧妙。」:149

### 國共內戰
抗戰剛剛勝利，满洲国陆军大臣臧式毅即致电何成濬，愿通过何的关系使中央政府收编其四十万日式装备的陆军，汪精卫政权的剿匪总司令杜锡钧也希望通过何收编其平汉路沿线的伪军二十万人。何在眾人都還沉浸在抗戰勝利的喜悅中時，就已預見到了即將爆發的國共內戰，因而力主收編華北與東北的這60萬偽軍以制止共產黨活動，然為軍政部長陳誠以沒有這筆軍費預算為由不同意何的主張，最終何的建議被否決。1946年何成濬因抗戰全面勝利獲青天白日勳章。7月26日何成濬退役，请辞本兼各职回湖北。同年，湖北省咨参议会成立。何成濬參加了選舉。参加投票71人，何成濬以63票的多数当选為議長。1947年11月，第一届国民代表大会召开，何成濬在原籍湖北省隨縣当选为第一届国民大会代表。第二年4月，何成濬在第一届国民大会第一次会议上当选为主席团主席。1948年冬，何成濬不慎跌伤了腿，因治病赴上海。其間何聽聞舊部黃百韜在徐蚌會戰中戰死，大為傷感。1949年初，何转赴香港。1951年春，从香港遷往台湾住台北市新生南路三段。

### 赴臺之后
赴臺后，何擔任過國策顧問及總統府資政，后又擔任國民黨中央評議委員，中央紀律委員會委員等職務。1954年担任第一届國民大會第二次會議主席團主席。1960年他又連任第一屆國民大會第三次會議主席。1954年陈诚连任副总统由其授予委任状。1961年5月7日，何成濬病逝于台湾，埋葬于阳明山第一公墓。

### 評價
何成濬将军自參加辛亥革命到以八十高齡病逝台灣，民國大事幾乎無役不與。他为人称道的主要为三点：1.长于指挥杂牌部队；2.善于游说；3. 担任军法执行总监时力求案无冤屈。何成濬被誉为将军说客、天才的说客和杂牌军的天才领袖。1992年4月湖北人民出版社出版的《中国十说客外传》中所选唯一近现代说客便是何成濬。他长于谋略，为蒋中正沟通各派军阀，是蔣中正早期最主要的智囊之一。
何成濬文为秀才，武為日本士官学校毕业生，且為同盟会早期会员，为人又謙和豪迈，不摆架子，因此很受长期被蔣中正排挤的杂牌军将领们的爱戴。杂牌军在他的指挥下，战斗力有时甚至不逊于蔣中正的中央军，因而被誉为杂牌军的天才領袖。中原大战时，何担任討逆軍第三軍團的总指挥，统率徐源泉48师、萧之楚44师、杨虎城17师、王金钰47师、郝梦麟54师、刘茂恩66师等雜牌部队驻扎在河南漯河对抗冯玉祥阎锡山联军。結果包圍了臨潁。馮軍的主將樊鐘秀在許昌也在蔣軍的空襲中身亡。這只雜牌部隊因而在平漢鐵路一線成功地拖住了冯阎联军。最終迫使馮玉祥不得不親自到許昌指揮。
何成濬先后游说过孙传芳，方本仁，刘湘，阎锡山，张学良，唐生智等军阀，在北伐战争、蒋桂战争、中原大战、东北易帜等重大事件与战役中多方奔走，为蔣中正拉拢和分化各地方军阀立下了大功，东北易帜前，何成濬亲到沈阳，联络张学良、张作相，策劃了東北易幟。桂系反蒋，何成濬使桂系部队中的将领倒戈，從而桂军溃败，不费一枪一弹迫使白崇禧逃离平、津。唐生智反蒋时，何成濬策反了李品仙部，使唐生智一败涂地。何也因之也被誉为天才的说客。在《西安事变反省录》中，张学良称：假如自己当时与何成濬或张群共处，就不会有西安事变发生。徐源泉，郝夢齡，蕭之楚，上官云相等，都是在何成濬的策動下，歸附南京政府的。
何在任軍法總監時期一方面襄助領袖，秉治亂世用重典之原則懲治軍人犯罪；一方面又衡情度理，對於並非十惡不赦者與蔣中正力爭免其一死，八年下來活人無數，例如當時的中央日報社長陶百川，抗日名将余程万等。
除了上面这些特质外，何为人热心，热于助人，被人称为小孟尝。提拔過吳國楨、徐复观等人。在黄兴去世后，何成濬长年照顾黄兴的家人。故人蒋作宾去世后，对其家人的生活给予照顾，帮助其儿子蒋硕杰等人获得了学费的资助。即使對于當年為了謀得省政府主席職位而攻訐何的夏斗寅，在其失勢后向何求助時，何也給予了幫助。由于热于接济朋友下属，且为官清廉，他自己虽当了很多年的高官，但在重庆，香港生活的时候，都没有什么浮财。
何成濬也被稱為“湖北家長”，“湖北王”。“湖北家長”這個稱呼最早是在1929年何成濬擔任湖北省政府主席時。由于何成濬早年与陈其美关系密切，陈立夫对何以长辈称之。居正回武汉，当着何成濬的面对陳系CC份子说：“你们要听何先生的话，把他当着‘湖北家长’看待吧！”以后，这些人就把何称为“湖北家长”。1946年，湖北省咨参議會选举的前一天，何成濬的老部下徐源泉，在汉口德明饭店举行盛大宴会。宴会开始前，徐源泉致祝酒词稱何成濬是湖北人的大家长。
另外，何成濬还热心办学。1934年秋，何成濬倡办私立烈山中学（随州一中前身）和县立图书馆，今随州市实验中学（随州一中旧址）内遗存的1934年修建的东西教学楼和以何成濬字号命名的礼堂“雪公堂”为随州曾都区重点文物保护单位。另是文华大学的主要股东，在他主持下，还对国立武汉大学进行了很多投资，为武汉大学珞珈山新校舍的建设提供过巨大帮助。在武汉大学理学院现在还有碑文记述。据武汉大学校长王世杰回忆，武大建校之初，王世杰亲自去向何成濬筹措经费，何不仅立刻找来财政厅长落实了经费，并表示：“无论省政经费如何困难，此款必须优先筹措。”何成濬对武大建校计划的热忱赞助，令王世杰“终身为之感激“。
其后裔散处中国大陆，台湾，巴西，美国。
何成濬撰有回忆录《八十自述》，及《何成濬將軍戰時日記》

### 生平年表
年表主要根据《何成濬將軍小傳》整理。
1901. 入武昌经心书院学习。
1904.3. 赴日本东京振武学校学习。
1905.10. 加入同盟会。
1907. 转入日本士官学校第五期步兵科学习。
1909. 回国，在湖北督练公所任职。
1910.5. 赴北京，在清廷陆军部军制司任职。
1911.10. “武昌起义”爆发后，率领北洋军第1镇第1标和第6镇24标先行赴鄂镇压。后悄然潜回北京，又转赴上海，投奔黄兴。
1912.1. 任中华民国南京临时政府陆军部副官长。
1912.4. 改任南京留守府军务厅总务处长。
1913.7. 在“二次革命”中任讨袁军总司令部总参议。
1913.9. 讨袁失败，逃亡日本。
1914.6. 回上海，联络陈其美等进行反袁斗争。
1916.6. 被黎元洪任命为北京政府内务次长兼警察总监。
1917.9. 追随孙中山赴广州进行护法革命，奉命聯繫各省軍隊。
1920. 赴長沙聯絡谭延闿。
1921. 參與援鄂之役，失敗后返回上海。
1922. 春，赴云南游說唐繼堯。
1922.6. 陳炯明判變。
1922.8. 赴福建游說王永泉與許崇智合作。
1922.10. 攻克福州。
1920.11. 任興化，泉州，永春等屬前敵总指挥。
1923.3. 被孙中山委任为空头名义的鄂军总司令。
1924. 率部至粵，部隊改稱鄂軍，任總指揮。
1924.10. 孫中山北伐。鄂軍改稱建國軍。何成濬任湖北招讨使兼建国军北伐總司令部参谋长。
1925.9. 调任东征军总部参议，讨伐陈炯明。
1926.7. 改任北伐军总司令部总参议，奉蔣中正命，任總代表駐滬。赴南京游说孙传芳。后因孙传芳不为所动，转而联络江西督军方本仁。
1926.11. 调任鄂北绥靖主任，湖北政務委員會委員。
1927.4. 任南京政府军委委员兼国军总司令部高级顾问，奉蔣中正委派赴山西联络阎锡山，后促成阎锡山出兵参加北伐战争。
1927.8. 任國民政府軍事委員會委員。
1928.1. 调任国军第一集团军总参议。后兼任徐州行营主任。
1928.2. 連任軍事委員會委員。
1928.3. 任國民革命軍總司令部總參議。
1928.5. “济南惨案”后，赴济南与日军谈判，拒绝日方提出的无理要求。
1928.6. “平津光復”，何任特派員，赴北京接收前總統府，并整理改編投誠之徐源泉等部
1928.10. 改任南京政府参军长，未到任前由參軍吳思豫暫行代理。与吴铁城、方本仁等赴东北动员张学良“易帜”。
1929. 春，任北平行營主任。委任唐生智為討逆軍第五路總指揮。
1929.3. 在国民党“三大”上被选为中央执行委员。
1929.4. 就任討逆軍第九軍軍長。
1929.5. 被任命為湖北省政府委員兼省主席。暫時未能赴任，由方本仁代理。同月14日，國民政府任命賀耀祖為代理參軍長。
1929.7. 兼任首都建設委員會委員。同月兼任湖北各部隊編遣特派員辦事處委員（特派員劉峙）。
1929.8. 赴太原勸閻錫山就西北邊防司令官職。
1929.9. 兼任國軍編遣委員會直轄第一編遣分區辦事處委員（主任委員晏勳甫）。
1929.10. 率軍討伐馮玉祥。
1929.12. 兼任討逆軍第5路总指挥，率部讨伐唐生智。
1930.1. 獲二等寶鼎章。
1930.2. 正式免除國民政府參軍長職，由賀耀祖真除。同月回武昌親主鄂政。旋又兼任武汉行营主任。
1930.4. 任讨逆军第三军团总指挥，率部参加“中原大战”，讨伐冯玉祥和阎锡山。下轄第九軍（軍長王金钰），第十軍（軍長徐源泉），第十三軍（軍長夏斗寅）及楊虎城等部。
1930.8. 任平漢路右翼總指揮。下第一縱隊（指揮官徐源泉），第二縱隊（指揮官夏斗寅）。
1930.9. 張學良通電擁護南京中央。馮、閻失敗，中原大戰結束。
1930.10. 復任武漢行營主任。
1930.11. 當選為政治會議候補委員。
1931.1. 獲一等寶鼎章。
1931.6. 兼任國民政府委員，中國國民黨中央政治會議委員。
1931.11. 連任第四屆中央執行委員。同月三十日，被任命為駐鄂綏靖主任。
1931.12. 免國民政府委員。
1932.3. 免湖北省政府委員及省主席。夏斗寅繼任。
1932.3. 豫鄂皖三省剿匪總司令部成立。蔣中正自兼總司令及中路軍司令官（副司令官劉峙）。何成濬兼任左路軍司令官（副司令官徐源泉），轄第一縱隊（司令萬耀煌），第二縱隊（司令蕭之楚），第三縱隊（司令張振漢），第四縱隊（司令劉培緒）等部。
1933.10. 劉湘任四川剿匪總司令。何飛赴成都監誓。
1935.3. 豫鄂皖三省剿匪總司令部撤銷。成立武昌行營。張學良任主任。
1935.4. 被授予国军二级上将军衔。
1935.10. 武昌行營結束。
1935.12. 在国民党“五大”上被选为中央执行委员。
1936.1. 獲二等云麾勳章。
1936.7.9. 獲国军革命军誓师十周年纪念勋章。同月14日，兼任國防會議委員。
1936.8. 兼任國民大會代表選舉指導員。
1936.11. 辭國民大會代表選舉指導員。
1936.12. 駐鄂綏靖公署撤銷。另設軍事委員會長武漢行營。何任主任。陳誠為副主任。
1937.7. 抗戰爆發。
1937.10. 兼代黃紹竑湖北省主席職務。
1937.11. 出任湖北省政府委員兼省主席，湖北全省保安司令。嚴立三任民政廳長，賈士毅任財政廳長。石瑛任建設廳長。周天放任教育廳長。楊揆一、張難先、潘宜之、范熙績等人人省政府委員。
1938.6. 任国民政府军事委员会军法执行总监。陳誠繼任湖北省政府主席及湖北全省保安司令。
1943.10. 獲一等云麾勳章。
1945.5. 在国民党“六大”上被选为中央执行委员。
1945.10. 獲勝利勳章。
1946.1. 獲忠勤勳章。
1946.5. 獲青天白日勳章。同月31日軍法執行總監部撤銷。
1946.8. 退為備役。
1946.11. 任制憲國民大會代表。後又當選湖北省参议会议长。
1947. 冬，當選為第一屆國民大會代表。
1948.4. 當選為第一屆國民代表大會第一次會議主席團主席。
1948. 冬，不慎跌傷，赴滬就醫。
1949.2. 避居香港。
1951.3. 赴台湾，任中華民國国策顾问。
1952.10. 任第七屆中央评议委员。
1954.2. 任第一屆國民大會第二次會議主席團主席。
1957.10. 連任第八屆中央评议委员。
1960.2. 連任第一屆國民大會第三次會議主席團主席。
1961.5.7. 在台北病逝，终年八十岁。

## 轶事
1. 何成濬颇有儒者风度，但也爱好幽默。民国廿二年，杨永泰任湖北省主席，何为武汉行营主任。外间传言杨与日本领事清水八百一颇有往来，人多有微词。一日宴席中，杨谓：「近日中日交涉，愈益棘手，日前汉口日领竟指南洋兄弟烟草公司出品爱国牌香烟，有刺激华人反日作用，嘱转令改正，岂非异事。」何立刻接口：「此易事耳，即令改为卖国牌可也。」合坐默然，杨亦无言以对。杨永泰死后，黄绍竑继任。何素知黄非忠贞同志，心颇恶知，故在致词时说：「杨主席逝世，外界于继任人选，多所推测。予思必为黄绍竑先生，竟不幸言中。」黄绍竑听到，也无可奈何。[22]
2. 民国二十三年武汉绥靖主任何成濬奉命入川说降刘湘，刘送了何雪公一批上选回沙茅台酒，酒用粗陶瓦罐包装，瓶口一律用桑皮纸固封。 带回汉口，因为酒质醇冽，封口不够严密，一瓶酒差不多都挥发得剩了半瓶，当时武汉党政大员，都是喝惯花雕的。 对于白酒毫无兴趣，对于这种土头土脑的酒罐子，看着更不顺眼，谁都不要。 所剩十多罐酒，何成濬一古脑都给了唐鲁孙。这些酒被唐认为是再好的白酒也无法与之相比。[23]
3. 南怀瑾说何成濬来台后在饭局上告诉他东北易帜，张学良归顺中央政府，是用谋略，也是用钱买来的。何成濬当时带了很多人去做东北军的工作，拿钱买通东北军的将领，团长、营长，起码一百块，团长以上的每人五百、一千。 何回来后对蒋介石说这些钱没法报账，蒋一拍桌子说：“唉！雪竹（何成濬的字）啊！我们是老朋友了，五十万大洋买过来半个中国，还有什么账可报的！”这一秘辛，似不见于正史记载。 不过何成濬纵横捭阖于混沌的民国时空中，确实有过“花钱办事”的往事。[24]